# Савенков, Виктор Яковлевич
Ви́ктор Я́ковлевич Савенко́в (9 марта 1919, Бараново, Орловская губерния — 12 сентября 2004, Орёл) — советский, украинский, русский живописец, портретист. Военный художник Студии военных художников имени М. Б. Грекова. Лауреат республиканских, всесоюзных и зарубежных художественных выставок. Автор работ, хранящихся в ряде государственных военных и художественных музеев стран СНГ.

## Биография
Виктор Савенков родился 9 марта 1919 года в селе Бараново Ливенского уезда Орловской губернии. С 1936 года по 1939 год учился в Харьковском государственном художественном институте.

### В годы Великой Отечественной войны
Во время войны работал военным художником и состоял в Студии военных художников имени М. Б. Грекова. В конце 1942 года в составе группы художников И. Лукомского выехал на фронт в районе Сталинграда.

### Послевоенная учёба и деятельность
В 1946 году возвратился в Харьковский государственный художественный институт, где учился у Семёна Прохорова и Я. Головашова. Окончил институт в 1948 год.
В 1953 года принят в Харьковскую организацию Союза художников Украины. С 1951 года принимал участие в республиканских, всесоюзных и зарубежных художественных выставках. Как член студии военных художников им. М. Грекова принимал участие в разработке большого числа масштабных проектов, посвящённых Великой Отечественной войне.
В 1990-х годах переехал в Россию. Умер 12 сентября 2004 года в возрасте 85 лет в Орле.

## Работы
Художественные работы Савенкова хранятся во многих музеях стран СНГ: в Центральном музее Великой Отечественной войны и Центральном музее Вооружённых сил (Москва), Харьковском художественном музее, Алупкинском дворце-музее и других.

### Тематические картины
- «Послы Яна Казимира на приёме у Богдана Хмельницкого» (1954);
- триптих «Тарасовы думы» (1961).

### Портреты
- Портрет Ивана Марьяненко (1952),
- Портрет студентки горного института Шень Гуэ Фань (1955) и другие.

### Монументально-декоративные панно
- в ресторане «Джерело» в Харькове (1967);
- мозаичное панно «Полёт» (1971) и другие.